# William Dutton
William Dutton (Buckinghamshire, 1720 – Londra, 16 gennaio 1794) è stato un orologiaio britannico del XVIII secolo.

## Biografia
William Dutton nasce nel 1720 a Londra da una famiglia benestante, figlio di Thomas Dutton e Sarah Cannon.
Nel 1738 si trasferisce a Londra dove diventa apprendista dell'orologiaio George Graham, famoso per alcune invenzioni nel campo degli orologi fissi. Concluso il suo tirocinio, nel 1746 entra a far parte della Worshipful Company of Clockmakers. Un anno più tardi, il 5 settembre del 1747, si sposa con Ann Millward da cui avrà due figli, Matthew e Thomas.
Intorno al 1750 diventa socio di un altro allievo di Graham, Thomas Mudge. La loro impresa, la Mudge & Dutton, è situata al numero 148 di Fleet Street, Londra, dove in seguito vivranno numerose generazioni di Dutton. Il loro riconoscimento maggiore è quello di aver impiegato per la prima volta nel 1755 in un orologio a molla la leva di scappamento, un dispositivo inventato da Mudge e considerato più affidabile per regolare il movimento dell'orologio. Nel 1771 Thomas Mudge si trasferisce a Plymouth a causa della cattiva salute e William Dutton rimane alla guida dell'attività. La collaborazione con Thomas Mudge continuerà fino al 1790.
Intorno al 1775 William prende in società i suoi figli dando vita alla W. Dutton & Sons ma continuando comunque a commerciare come Mudge & Dutton.
Il 16 gennaio del 1794 muore a Londra.